# فوكس هول
فوكس هول (بالإنجليزية: Foxhole )‏ هي لعبة استراتيجية  كثيفة اللاعبين على الإنترنت تعاونية من تطوير ونشر شركة سييج كامب الكندية. صدرت نسخة تجريبية للعبة على نظام مايكروسوفت ويندوز.